# 低萊茵
低萊茵（荷蘭語：Nederrijn；英語：Nederrijn）是下萊茵河荷蘭部分的名稱，阿納姆市位於低萊茵河的右（北）岸，而這裡正是艾瑟爾河的分支之處。
為了調節萊茵河不同分支之間的水量，荷蘭已建造了數座水壩。如果水壩這些關閉，則低萊茵河的水流將非常少，它的大部分水都由艾瑟爾流向大海。

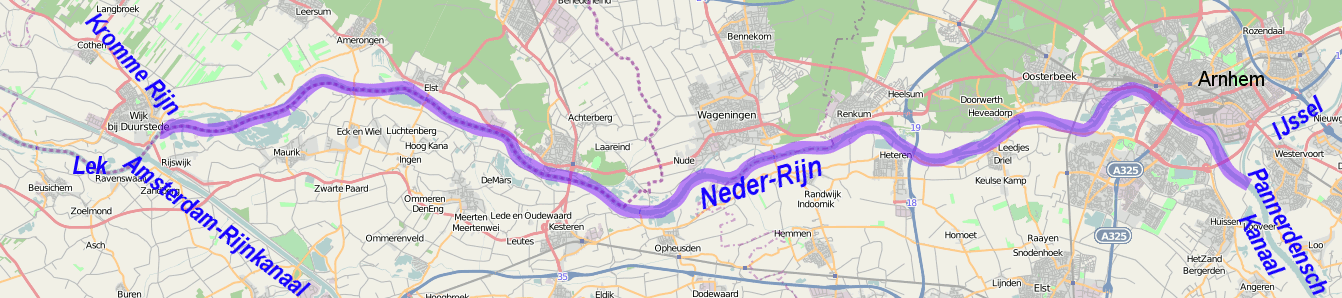
低萊茵河幹流及附近地理事物

## 圖集

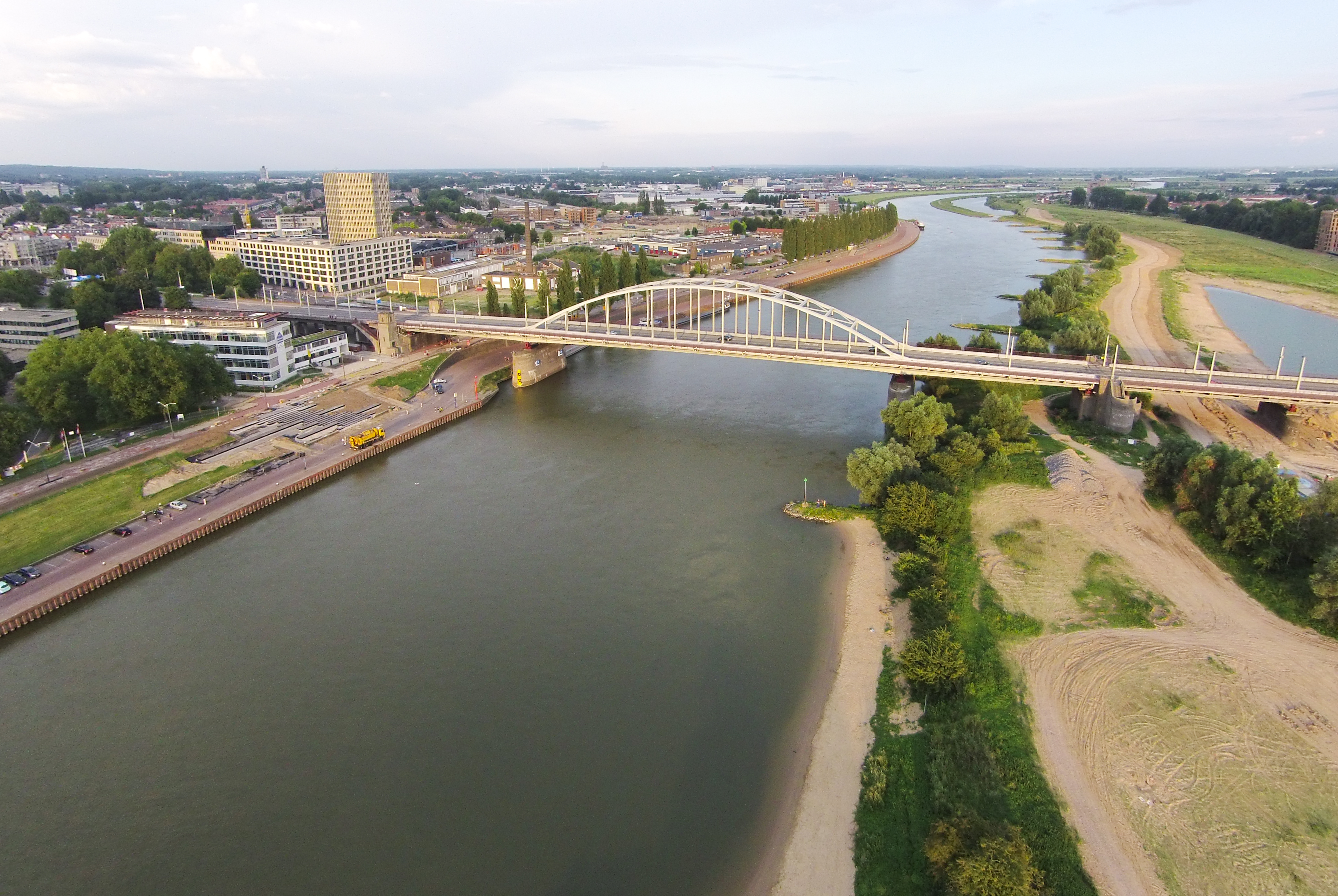
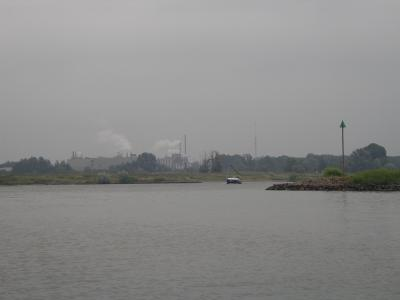
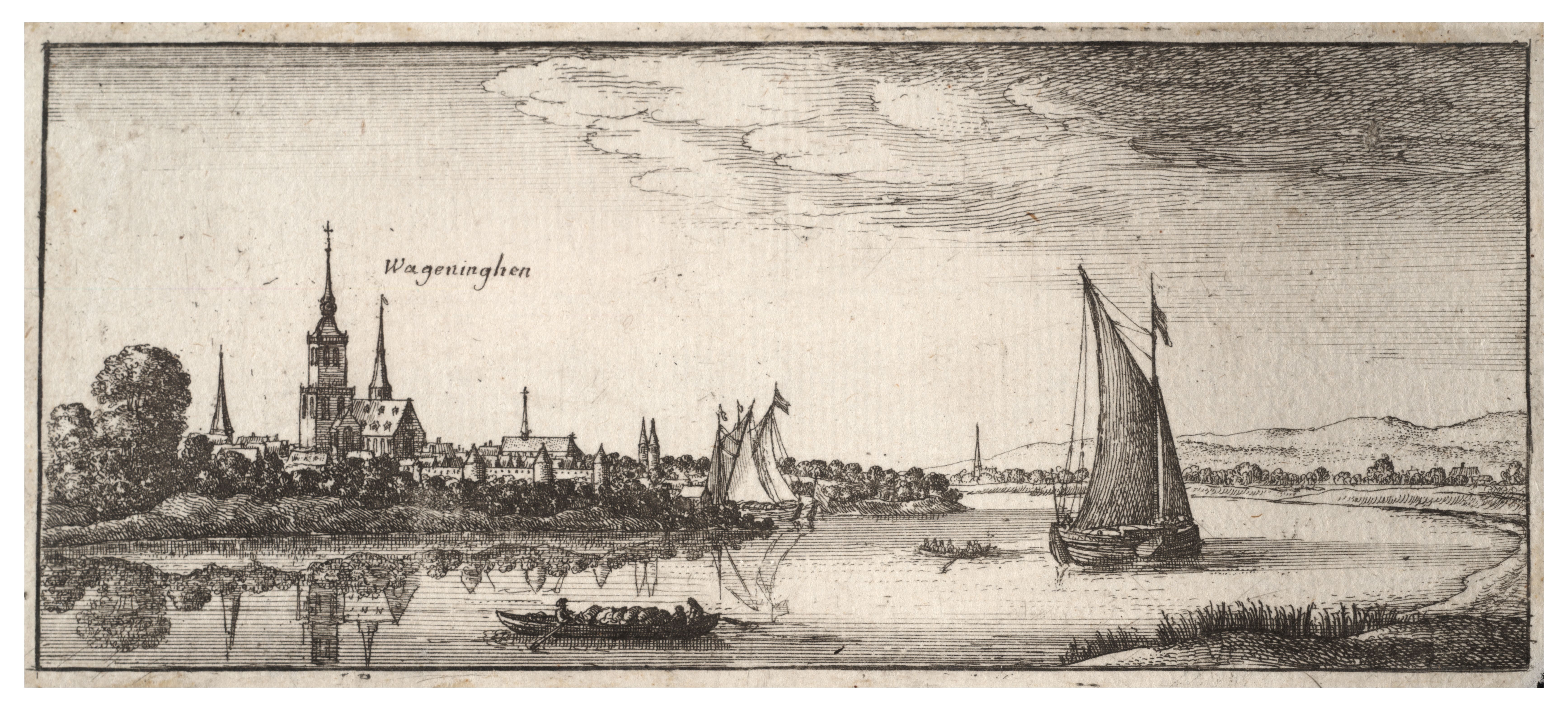
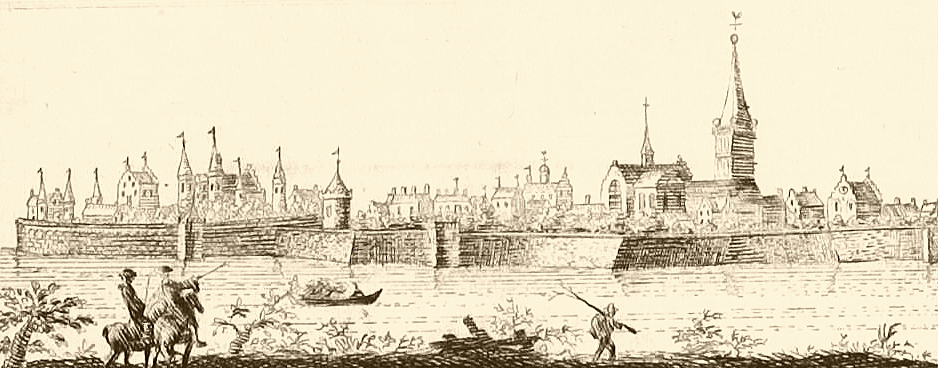
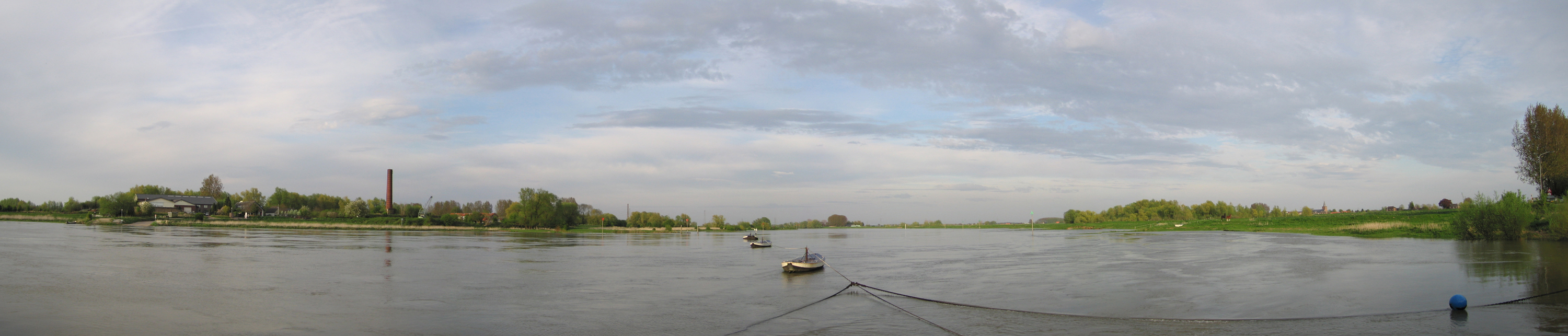
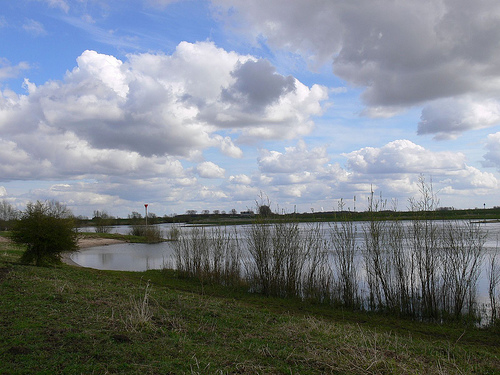
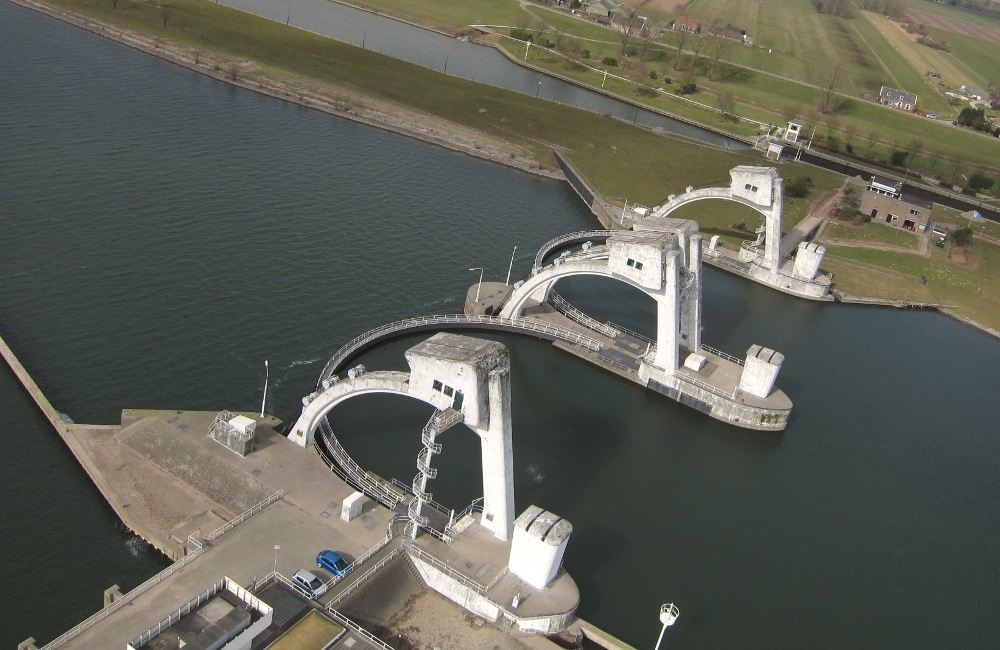
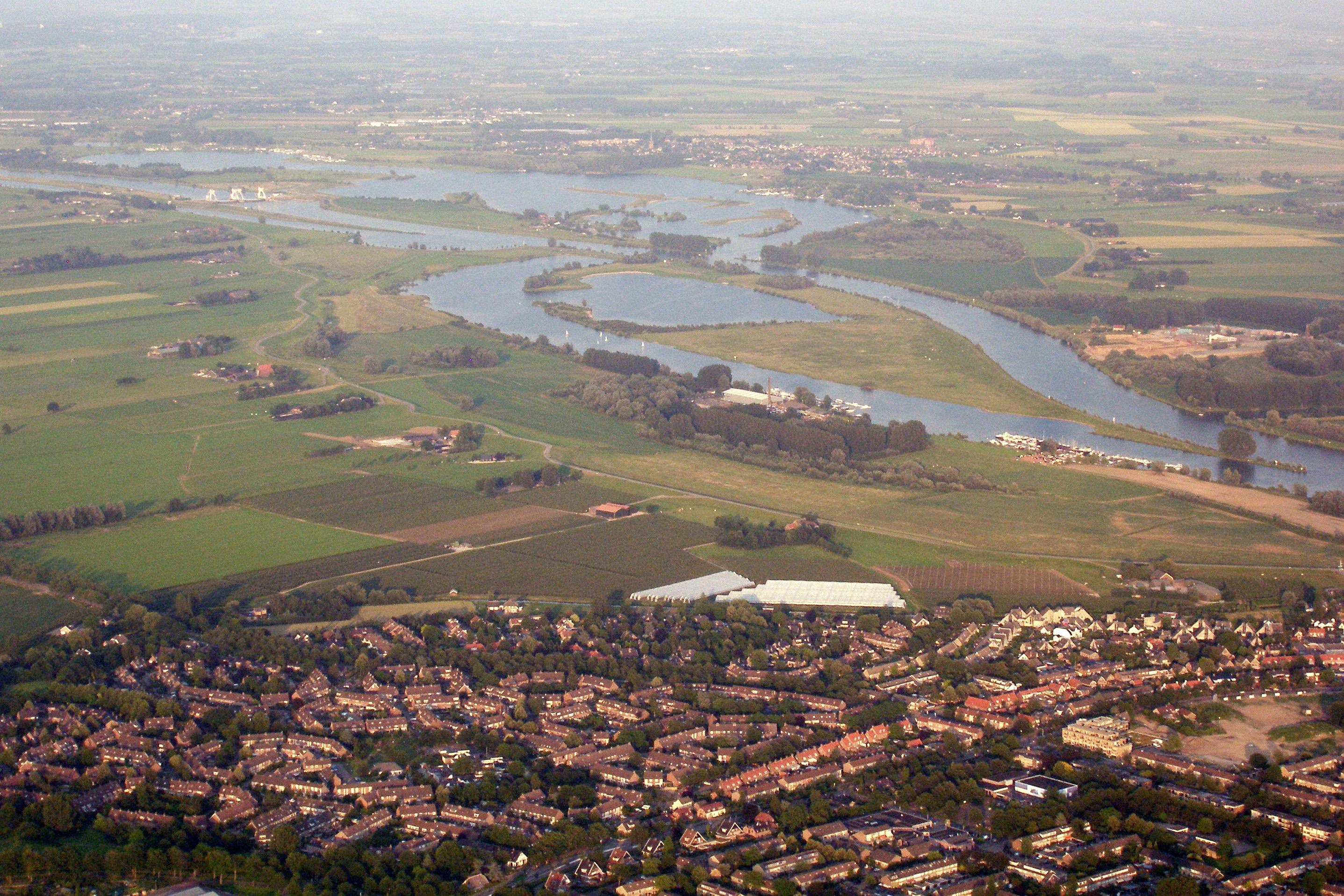